# Teucrium divaricatum
Teucrium divaricatum là một loài thực vật có hoa trong họ Hoa môi. Loài này được Sieber ex Boiss. miêu tả khoa học đầu tiên năm 1879.

## Hình ảnh

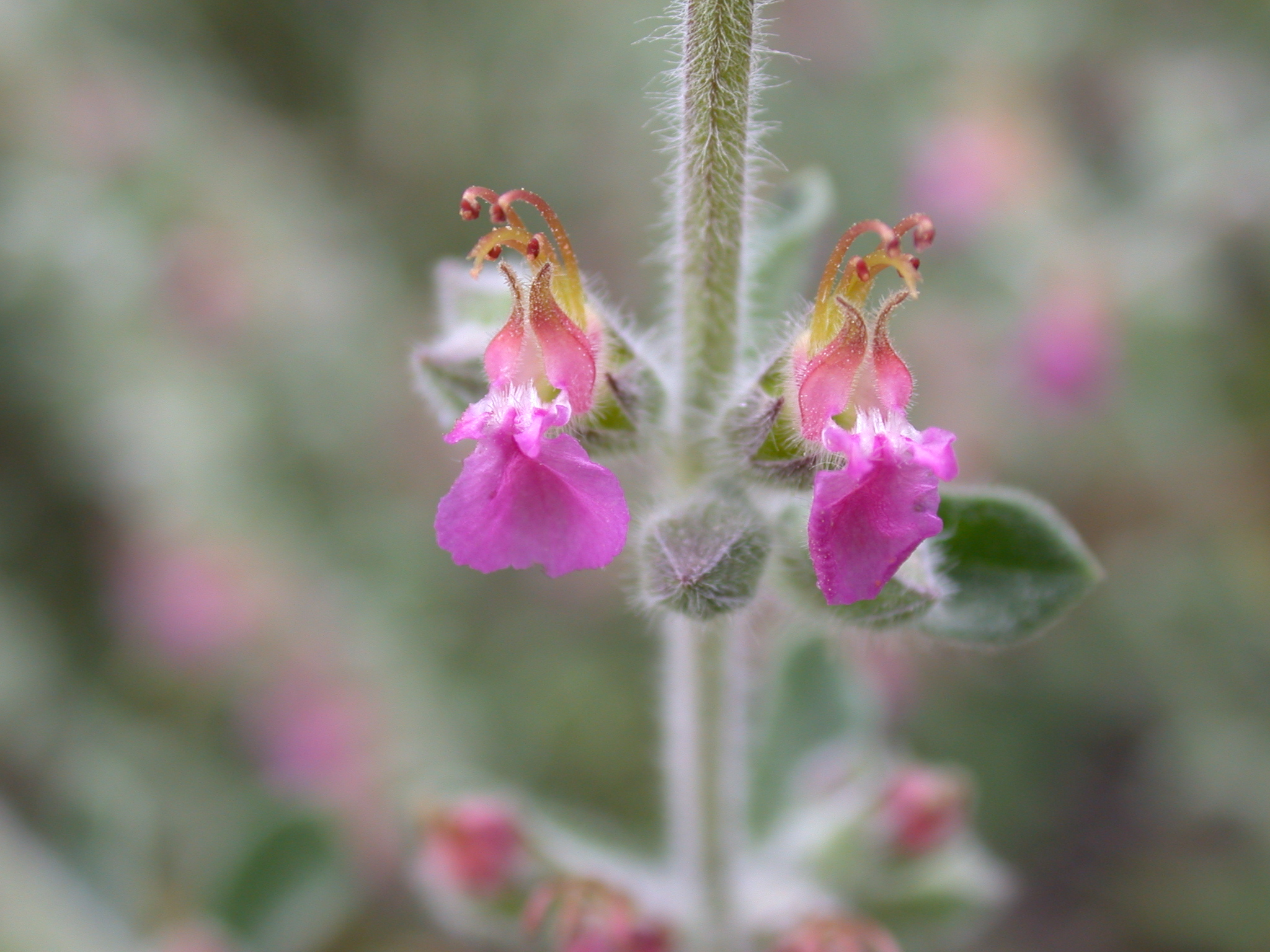